# Batalha da Montanha Branca
Na Batalha da Montanha Branca, travada em 8 de novembro de 1620 perto de Praga (na "montanha branca", em checo: Bílá hora), o exército do Rei da Boêmia Frederico V, Eleitor Palatino foi derrotado por forças da Liga Católica.

## Causas
Com a derrota, o breve reinado de Frederico V como Rei da Boêmia terminou, um ano e quatro dias após sua coroação. Isto lhe rendeu o apelido de o Rei de Inverno. Após esta batalha, as forças imperiais invadiram as terras do Palatinado de Frederico e ele teve que se refugiar nos Países Baixos.
A coroa da Boêmia, até então eletiva, tornou-se hereditária dos Habsburgos. O protestantismo foi proibido nos domínios imperiais e a língua checa substituída pela alemã.
61 líderes e apoiadores da Boêmia foram presos, dos quais 27 foram executados em 21 de junho de 1621 na Praça da Cidade Velha, em Praga.